# 6.º SS-Standarte

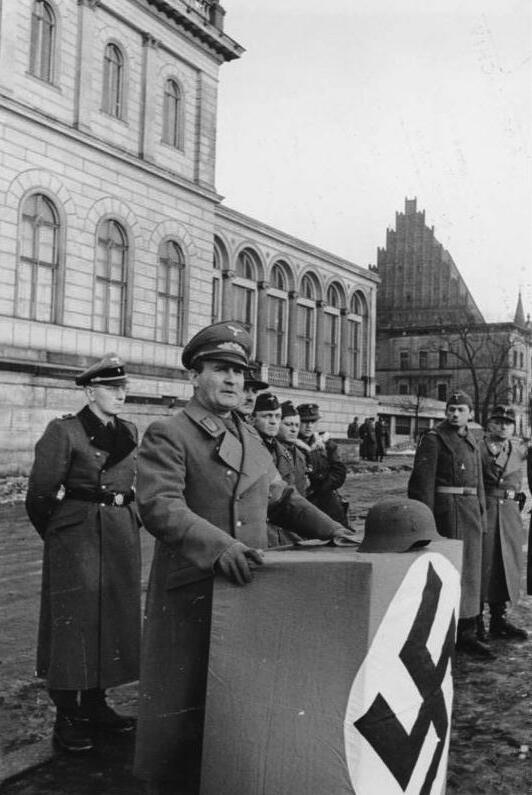
Karl Hanke vistiendo el uniforme nazi de Gauleiter. Hanke fue uno de los primeros miembros del 6.º SS-Standarte y se convertiría en Reichsführer-SS en 1945.

El 6.º SS-Standarte era un regimiento de las Allgemeine SS situado en la ciudad de Berlín. Como la unidad estaba ubicada en la capital de Alemania, el 6.º Standarte fue considerado una de las unidades SS más importantes en la Alemania nazi. Los propios miembros del Standarte, sin embargo, eran tropas reclutadas pero no remuneradas de las Allgemeine SS, como era el caso de la mayoría de los regimientos de esta rama de las SS.
El Standarte se formó en octubre de 1931 y era parte de las llamadas SS Nord bajo el control de Kurt Daluege. En ese momento, había una desunión divisional en las SS, con unidades de las SS en el sur de Alemania controladas por Heinrich Himmler y las unidades del norte dirigidas por Daluege. No fue hasta 1934, después de que la mayoría de las oficinas centrales de las SS se hubieran trasladado a Berlín, que esta unidad finalmente fue eliminada.
Durante las elecciones al Reichstag de 1931, el 6.º SS-Standarte jugó un papel importante en la campaña del Partido Nazi y repitió el esfuerzo nuevamente cuando Adolf Hitler se postuló para el cargo de presidente de Alemania en 1932. Uno de los primeros miembros del Standarte, que más tarde se convertiría en Reichsführer-SS era Karl Hanke.
Después de que Hitler se convirtiera en canciller de Alemania en 1933, el 6.º SS-Standarte adoptó el título honorario de "Charlottenburg" y a menudo participó en varias manifestaciones importantes del Partido Nazi celebradas en la capital alemana. Un año más tarde, durante la noche de los cuchillos largos, los Standarte desempeñaron un papel importante en reunir al liderazgo de las Sturmabteilung en Berlín, aunque la mayoría de las ejecuciones de las SA fueron llevadas a cabo por tropas del SD y agentes de la Gestapo.
Una de las acciones más notorias en las que participó el 6.º SS-Standarte fue la Kristallnacht, donde hombres de las SS de Berlín buscaron y destruyeron numerosas sinagogas y negocios judíos. Poco después, el Standarte recibió un segundo título honorario de "Eduard Felsen".
Cuando comenzó la Segunda Guerra Mundial en 1939, el regimiento de las SS de Berlín comenzó lentamente a perder miembros debido al servicio militar regular, ya que el reclutamiento del personal de las Allgemeine SS no estaba exento del servicio militar obligatorio. Sin embargo, el Standarte todavía participaba en funciones ceremoniales hasta 1944, y en el último año de la guerra muchos de los miembros restantes se enrolaron en el Volksturm y participaron en la batalla de Berlín.

## Comandantes
- SS-Sturmbannführer Max Henze (18 de octubre de 1931 - 22 de julio de 1932)
  - Puesto vacante (solo líder adjunto) (22 de julio de 1932 - 24 de agosto de 1932)
- SS-Standartenführer Otto Brass (24 de agosto de 1932 - 16 de noviembre de 1933)
- SS-Standartenführer Wilhelm Reck (16 de noviembre de 1933 - 1 de enero de 1935)
- SS-Hauptsturmführer Richard Peter (1 de enero de 1935 - 1 de junio de 1936)
- SS-Obersturmbannführer Hermann Peter (1 de junio de 1936 - 20 de septiembre de 1937)
- SS-Obersturmbannführer Bruno Hofbauer (20 de septiembre de 1937 - 16 de mayo de 1938)
- SS-Standartenführer Viktor Knapp (16 de mayo de 1938 - 8 de mayo de 1945)